# China Resources Vanguard
China Resources Vanguard Co., Ltd., auch bekannt als China Resources Vanguard Shop oder Vanguard (vereinfachtes Chinesisch: 华润万家; traditionelles Chinesisch: 華潤萬家; Pinyin: huá rùn wàn jiā; Jyutping: waa4 jeon6 maan6 gaa1), ist eine 1984 gegründete chinesische Supermarktholding, die von der staatlichen China Resources Group, einem Fortune-500-Unternehmen, betrieben wird. Unter ihrem Dach sind die Aktivitäten mehrerer Supermarktketten gebündelt.

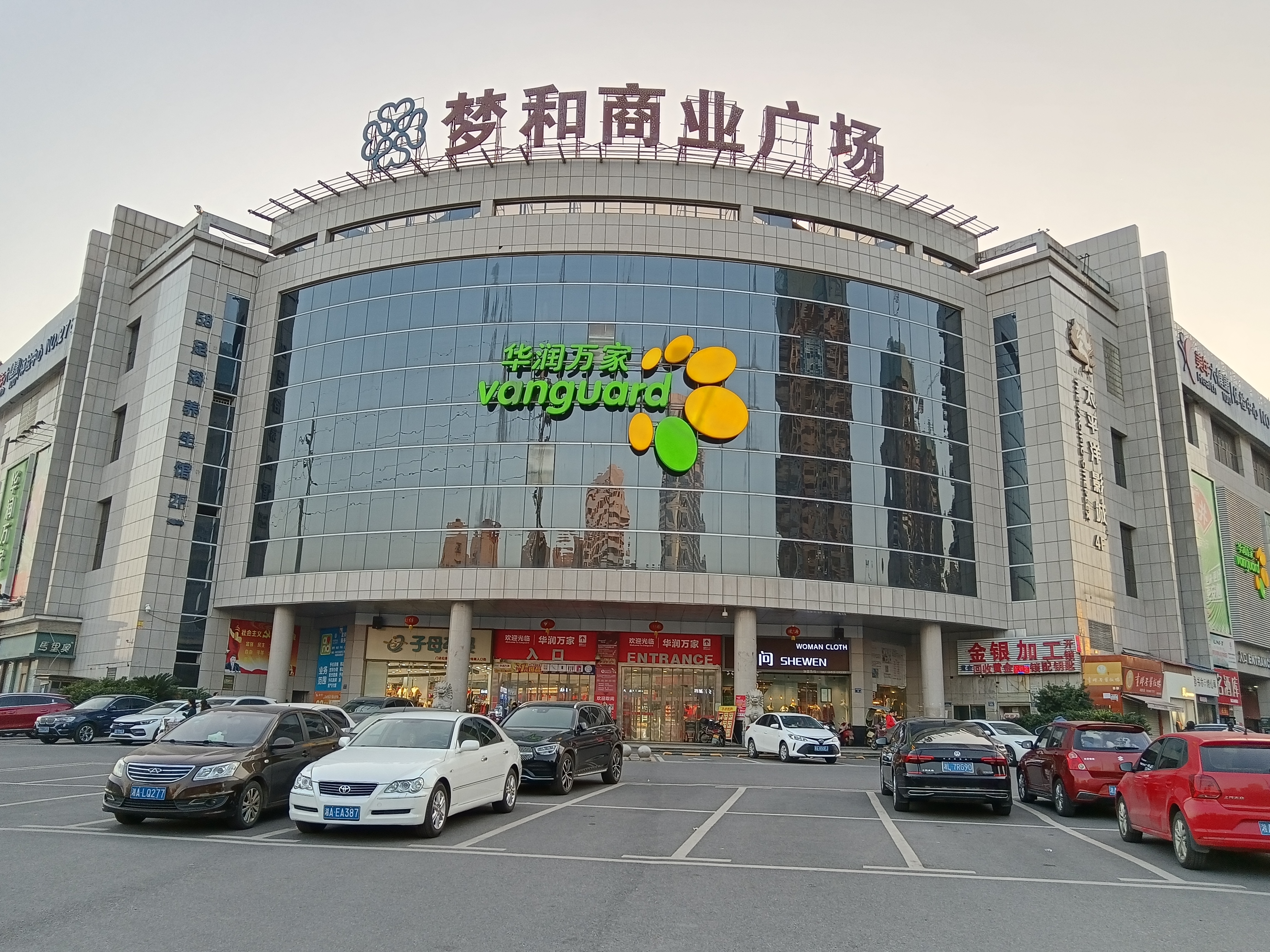
China Resources Vanguard im Yuhua-Bezirk von Changsha, Hunan (2021)

Im Jahr 2020 erzielten die mehr als 3.240 landesweiten Geschäfte einen Umsatz von fast 90 Milliarden Yuan. 2021 fiel der Umsatz um 11 % auf 8,83 Milliarden Euro, was Vanguard zum achtgrößten Einzelhändler Chinas machte.

## Geschichte
1984 wurde der Vorläufer von China Resources Vanguard, China Resources Supermarket (CR Supermarket), in Hongkong gegründet und eröffnete 1991 seine erste Filiale in Festlandchina. 2001 erwarb China Resources eine 72 %ige Beteiligung an Shenzhen Vanguard Super Department Store. Es erfolgte darauf eine Fusion der beiden Unternehmen. Im folgenden Jahr wurde Shenzhen Vanguard Super Department Store vollständig übernommen und das Unternehmen wurde in China Resources Vanguard Shop firmiert.
2007 übernahm China Resources Holdings das Tianjiner Unternehmen China Resources Supermarket Chain. 2013 wurde ein Joint Venture mit der britischen Supermarktkette Tesco eingegangen. 2015 wurden durch Vanguard sämtliche 125 chinesischen Tesco-Filialen übernommen.

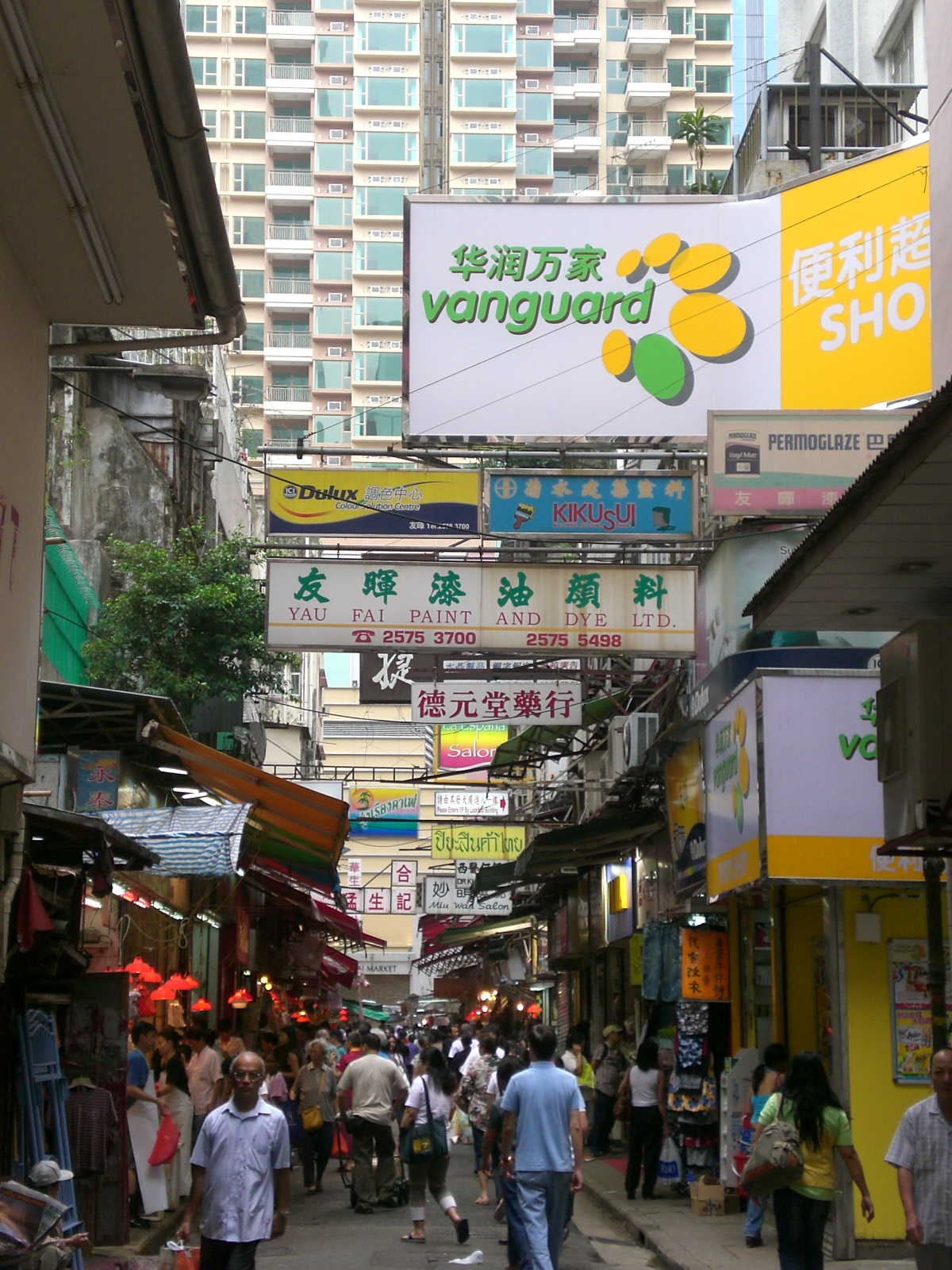
China Resources Vanguard Shop in der Stone Nullah Lane, Wanchai, Hongkong

## Marken

### Hongkong
- Vanguard – Standard-Supermärkte
- VanGO – Verbrauchermärkte
- U Select – Geschäfte mit mindestens einem Drittel Tesco-Produkten
- Voi_la! – Weinläden

### Festland-China
- Vanguard – Standard-Supermärkte
- VanGO – Verbrauchermärkte
- V+ – gehobener städtischer Boutique-Supermarkt, der auf Chinas wachsende Mittelschicht abzielt
- blt – gehobener Supermarkt mit Schwerpunkt auf frischen Lebensmitteln, im Stil eines Bauernmarktes
- blt Express – kleinere blt-Filialen
- Ole" – gehobener Supermarkt mit Schwerpunkt auf importierten Lebensmitteln
- 乐购express – ehemalige Tesco Express-Filialen
- Voi_la! – Weinladen